# Zosteraeschna ellioti
Zosteraeschna ellioti is een echte libel uit de familie van de glazenmakers (Aeshnidae).
De soort staat op de Rode Lijst van de IUCN als niet bedreigd, beoordelingsjaar 2009.
De wetenschappelijke naam van de soort werd in 1896 als Aeshna ellioti gepubliceerd door William Forsell Kirby.